# Radhika Jha
Pour les articles homonymes, voir Jha.
Radhika Jha, née à New Delhi en 1970, est une romancière indienne, ayant grandi à Bombay puis dans un pensionnat himalayen. Recrutée comme stagiaire à l'ONU, elle a découvert la France et la Suisse.

## Etudes
Elle a fait des études d'anthropologie à l'Amherst College puis un Master en Sciences Politique à l'Université de Chicago. De retour en Inde, elle a travaillé pour le Hindustan Times et au Buisness World comme journaliste ainsi que pour la Fondation Rajiv Gandhi.

## Carrière
Son premier roman, L'Odeur, est publié en 1999 et traduit en France en 2002 où il reçoit le Prix Guerlain.

## Ouvrages
- L'Odeur, traduit par Dominique Vitalyos, Éd. Philippe Picquier, 2002, 352 p.
- L'Éléphant et la Maruti, traduit par Simone Manceau, Éd. Philippe Picquier, 2004, 187 p.
- Le Cuisinier, la belle et les dormeurs, traduit par Simone Manceau, Éd. Philippe Picquier, 2005, 160 p.
- Olivier Föllmi, Radhika Jha, Hommage à l'Inde, Éd. de La Martinière, 9 septembre 2005, 352 p.
- Des lanternes à leurs cornes attachées [« Lanterns on their Horns »], trad. de Simone Manceau, Arles, France, Éd. Philippe Picquier, 2011, 576 p.  (ISBN 978-2-8097-0249-1)
- La Beauté du diable [« My Beautiful Shadow »], trad. de Françoise Nagel, Arles, France, Éd. Philippe Picquier, 2014, 276 p.  (ISBN 978-2-8097-1023-6)